# Tošo Lesić
Tošo Lesić (Zagreb, 12. siječnja 1866. – Zagreb, 28. srpnja 1949.) je bio hrvatski glumac.

## Filmografija

### Filmske uloge
- "Lisinski" kao Opat Krizmanić (1944.)
- "Brišem i sudim" (1919.)
- "Dama sa crnom krinkom" (1919.)

## Vanjske poveznice
- Tošo Lesić u internetskoj bazi filmova IMDb-u (engl.)